# Paroisse de Vernon
Pour les articles homonymes, voir Vernon, Comté de Vernon et Mount Vernon (homonymie).
La paroisse de Vernon (anglais : Vernon Parish) est une paroisse en Louisiane aux États-Unis. Le siège est la ville de Leesville. Elle était peuplée de 52 531 habitants en 2000. Elle a une superficie de 3 441 km² de terre émergée et 34 km² d’eau. Elle est nommée d'après Mount Vernon, la résidence de George Washington. 
La paroisse est enclavée entre la paroisse de Sabine au nord-ouest, la paroisse des Natchitoches au nord, la paroisse des Rapides à l'est, la paroisse d'Allen au sud-est, la paroisse de Beauregard au sud et le comté de Newton (Texas) à l'ouest.  

## Démographie
Lors du recensement de 2000, les 52 531 habitants de la paroisse se divisaient en 73,70 % de « Blancs », 17,06 % de « Noirs » et d’Afro-Américains, 1,58 % d'Asiatiques et 1,46 % d’Amérindiens, ainsi que 2,502 % de non-répertoriés ci-dessus et 3,40 % de personnes métissées. 
La paroisse comptait 0,74 % qui parle le français ou le français cadien à la maison, soit 350 personnes qui ont plus de cinq ans parlant au moins une fois par jour la « langue de Molière » .

## Municipalités
| - Anacoco - Fort Polk North | - Fort Polk South - Hornbeck | - Leesville - New Llano | - Rosepine - Simpson |